# Strój ze Skjoldehamn
Strój ze Skjoldehamn – dobrze zachowany strój wczesnośredniowieczny znaleziony w roku 1936 miejscowości Skjoldehamn na wyspie Andøya w Norwegii. Strój składa się z kaptura, tuniki, koszuli, pasa, owijek, owijacza, skarpet oraz fragmentów butów. Strój datowany jest na okolice połowy XI wieku, czyli schyłek okresu wikingów.

## Przynależność kulturowa
Co do zasady przyjmuje się, że był to męski strój wikiński. Takie założenie przyjął Gutorm Gjessing, norweski archeolog i etnograf, który pod koniec lat 30. jako pierwszy opisał znalezisko. Obszar, na którym odnaleziono strój, leżał jednak na ówczesnym pograniczu kultur skandynawskiej i saamskiej, co w późniejszych latach spowodowało dyskusję na temat przynależności kulturowej zmarłego ze Skjoldehamn. Liczne i poważne podobieństwa stroju ze Skjoldehamn do strojów saamskich opisał w swoich pracach z początku XXI wieku Dan Halvard Løvlid. Niemniej z uwagi na fakt, że materiał porównawczy z prac Løvlida pochodzi z okresów dużo późniejszych niż znalezisko ze Skjoldehamn, nie pokusił się on o kategoryczne wnioski co do przynależności kulturowej stroju.